# Ревенко Борис Павлович
Ревенко Борис Павлович (*25 квітня 1937, с. Журжинці Лисянського району Черкаської області — † 4 червня 2015, Луцьк, Волинська область) — український кіно- та відеооператор, фотограф, журналіст, режисер національної аматорської кіностудії «Волинь». Заслужений працівник культури України.

## Біографія
Борис Павлович Ревенко народився 25 квітня 1937 р. в селі Журжинці Лисянського району на Черкащині, де і пройшли його дитячі та юнацькі роки. Коли його мати померла в 1950 році, Бориса забрала на Рівненщину його тітка. В її родині Борис отримав свій перший фотоапарат.
У 1956 році закінчив Ростовський кінотехнікум. Працював наладчиком верстатів заводу «Россільмаш». У 1957—1960 роках служив у лавах Радянської Армії. Після демобілізації за комсомольською путівкою поїхав на Далекий Схід в місто Арсєньєв Приморського краю, де працював інженером на військовому заводі.
Від 1961 року протягом 13 років працював на посаді машиніста антарктичної китобійної флотилії «Советская Россия». У 1962 році організував там фото-кіноклуб «Антарктика». Займався журналістикою. Статті та нариси Бориса Ревенко виходили друком у всесоюзних газетах «Правда», «Комсомольская правда», «Водный транспорт» та в обласних виданнях «Красное знамя», «Дальневосточный комсомолец». Отримав позивний «Боп».
З 1970 року по 1972 рік навчався на курсах режисерів-операторів аматорських кіностудій у м. Владивостоці.
У 1974 році перевівся на китобазу «Советская Украина», того ж року — очолив відділ аматорського фото-кіномистецтва обласного Будинку народної творчості у Луцьку. В 1975 році очолив на посаді режисера народну аматорську кіностудію «Волинь» (м. Луцьк), що мала звання Опорно-експериментальної студії Міністерства культури СРСР та ВЦРПС, де, серед іншого, до 1991 року провів 25 обласних конкурсів аматорських кінофільмів, 4 — всеукраїнських і 1 — всесоюзний.
У 1991 році Борис Ревенко задумав створити в студії музей. Спочатку працівники кіностудії залучали до збирання експонатів населення. 3200 фільмів було отримано з міського управління освіти, включаючи унікальні хроніки боїв на Волині. Від 1999 року Борис Ревенко очолював Волинський осередок Національної спілки кінематографістів України. Музей кінематографії та фото відкрився в 2007 році. Частину колекції фото- й кінотехніки радянських часів Борис Павлович офіційно передав для експонування у Арт-кафе «Стоп-Кадр» (в «Адреналін Сіті»).
Разом з аматорами студії, її працівниками (зокрема, з Валерієм Бєловим і Володимиром Махном) йому вдалося зібрати експонати для Музею історії кінематографу та фотомистецтва Волині, який у 2014 році одержав офіційний статус у складі Обласного науково-методичного центру Волині. В 2017 році частину колекції було вкрадено, зокрема архіви краєзнавиці Ірини Левчанівської.
Помер 4 червня 2015 року в Луцьку.

## Вшанування пам'яті
У 2016 році учні Бориса Ревенка в кіностудії «Волинь» створили замальовку «Дует» (режисерка — Світлана Зозуля) — у пам'ять про Бориса Павловича та його колегу — режисера та сценариста Валерія Бєлова. Ця стрічка того ж року отримала спеціальний диплом XI Міжнародного фестивалю «Кінокімерія» (м. Херсон) за увічнення засобами кінематографії пам'яті майстрів аматорського кіно волинської школи[джерело?].
Пам'яті Бориса Ревенка було присвячено фестиваль короткометражного кіно «Ревенкові кінометри» 2017 року. Тоді ж у Луцьку на фасаді будинку № 3 на проспекті Волі (у його підвалі — аматорська кіностудія «Волинь») відкрито меморіальну дошку Борису Павловичу Ревенку. На тій же будівлі в 2023 році луцьким художником Юрієм Чайкою створено мурал, який зображає Бориса Ревенка з кінокамерою.

## Мистецька спадщина
За творчою статистикою Бориса Ревенка, у кіностудії під його керівництвом створено близько трьохсот кінофільмів, п'ятдесят із яких стали лауреатами республіканських, всесоюзних і міжнародних конкурсів. Найуспішнішу фестивальну історію в різні роки мали такі стрічки:
- «Світло витязя» (режисер Й. Струцюк, оператор Б. Ревенко)
- «В оселі чорного самітника» (режисер Й. Струцюк, оператор Б. Ревенко)
- «На відстані пострілу» (режисер Й. Струцюк, оператор Б. Ревенко)
- «Карпилівські вечорниці» (авторський фільм Б. Ревенка)
- «Відроджена земля» (авторський фільм про визволення болгарського народу від турецького іга, знімався в Болгарії)
- «Чарівник із Луцька» (авторський фільм про творчість та долю скульптора Станіслава Сарцевича)
- «Щедрий вечір на Поліссі» (режисер В. Герасимлюк, оператор Б. Ревенко),
- «На Купала я давала личко цілувати» (режисер В. Герасимлюк, оператор Б. Ревенко),
- «Йордан п'є воду із криниці лісової» (режисер В. Герасимлюк, оператор Б. Ревенко),
- «Мистецьке прагнення душі, як Богом дана необхідність».
- «Щоб хліб родив» (режисер В. Бєлов, оператор Б. Ревенко)
- «Писанка мальована, з любов'ю подарована» (режисер В. Бєлов, оператор Б. Ревенко)
- «Скарб сердець» (режисер О. Юрченко, оператор Б. Ревенко)
- «Пісенна звитяга Челбаської» (режисер В. Бєлов, оператор Б. Ревенко; фільм знятий на Кубані)
- «Цілитель воленьки, або рецепти мужності патріота» (режисер В. Герасимлюк, оператор Б. Ревенко).
- «Стебло із усмішкою сонця» (автори Р. Вронська, В. Герасимлюк, Б. Ревенко).
- «Ранок з Тіффані» (режисерка С. Федонюк, оператор В. Махно).
- «Рожеві квіти» (режисерка С. Зозуля, оператор П. Лісівненко («Барбос Продакшн»).